# The Angel and the Dark River
| Críticas profissionais | Críticas profissionais |
| Avaliações da crítica  | Avaliações da crítica  |
| Fonte                  | Avaliação              |
| ---------------------- | ---------------------- |
| Allmusic               | [ 1 ]                  |
| Sputnikmusic           | [ 2 ]                  |

The Angel and the Dark River é o terceiro álbum de estúdio da banda britânica de doom metal My Dying Bride e foi lançado em 22 de maio de 1995. O relançamento de 1996 contém a faixa bônus "The Sexuality of Bereavement" e um CD bônus intitulado Live at the Dynamo. Esse CD ao vivo foi gravado durante a aparição da banda no Dynamo Open Air Festival em 1995.
As letras do vocalista Aaron Stainthorpe seguiram a linha do álbum anterior Turn Loose the Swans (focando em simbolismo religiosos e problemas de relacionamento), enquanto as frases não-inglesas foram omitidas mais uma vez. Stainthorpe disse em várias entrevistas que a faixa "Two Winters Only" é sua canção favorita do My Dying Bride.
Todas as canções menos "Two Winters Only"  aparecem no VHS/DVD For Daskest Eyes gravado na época e lançado em 2003.

## Produção
Pela primeira vez na história da banda, o guitarrista foi o compositor solo de um lançamento do My Dying Bride, o que foi considerado "estranho" pelo guitarrista. Muitas ideias de músicas para The Angel and the Dark River foram completadas durante a gravação do álbum no Academy Studios. Craighan cita "The Cry of Mankind" como um exemplo: "nós tínhamos os vocais, nós tínhamos a linha de guitarra [o arpejo repetitivo da guitarra de apoio de Calvin Robertshaw], nós tínhamos a bateria e o baixo. A outra linha de guitarra, a linha de guitarra pesada, não existia."

## Estilo musical
The Angel and the Dark River foi discutivemente o lançamento que viu a banda viajar para mais longe das suas origens de death metal. Aaron Stainthorpe dispensou seus vocais guturais completamente e o violino e o teclado de Martin Powell agora pareceram ser base em volta da qual o resto dos arranjos foram construídos. Tirando a última faixa do álbum ("Your Shameful Heaven"), o ritmo foi incessantemente lento.

## Temática
Essa inspiração carregada de água vem da região deles, o norte da Inglaterra. Andrew Craighan
disse que eles "subscrevem muito às ideas de névoa e neblina e castelos. Tudas das tipicas coisas inglesas. Constantemente chovendo demais. E é sempre só sombrio aqui. É sempre frio. É sempre miserável. Nós na verdade meio que apreciamos isso de uma maneira doente, então para escrever sobre isso e cantar sobre isso não é nada novo."

## Turnê e divulgação
My Dying Bride foi convidado por Steve Harris para ser a banda de abertura da turnê europeia do  Iron Maiden. Foi o próprio Harris que fez o convite, ligando para Andrew Craighan para dizer a ele que achou The Angel and the Dark River um "álbum assassino". A gravadora Peaceville mais tarde relançou o álbum numa edição limitada de duplo CD, com uma capa com cor diferente e um disco extra com o show ao vivo no Dynamo Open Air Festival em 1995. Sobre esse show, o guitarrista Andrew Craighan revelou:
| “ | Nós apreciamos isso muito, mas era nosso primeiro show em seis meses, então estávamos enferrujados. Ensaiar em uma sala de ensaio é uma coisa, mas na frente de 3500 pessoas ou mais, de repente você não tem certeza de como tocar canções em um ambiente vivo. Essa é a importância de fazer shows de aquecimento. Aprendemos lições valiosas naquela noite, mas não era o lugar ideal para isso! | ” |

## Lista de faixas
| N.º            | Título                 | Duração |  |
| 1.             | "The Cry of Mankind"   | 12:13   |  |
| 2.             | "From Darkest Skies"   | 7:48    |  |
| 3.             | "Black Voyage"         | 9:46    |  |
| 4.             | "A Sea to Suffer In"   | 6:31    |  |
| 5.             | "Two Winters Only"     | 9:01    |  |
| 6.             | "Your Shameful Heaven" | 6:59    |  |
| Duração total: | Duração total:         | 52:14   |  |

| Versão digipak de 1995 |                                |          |  |
| N.º                    | Título                         | Duração  |  |
| 7.                     | "The Sexuality of Bereavement" | 08:04    |  |
| Duração total:         | Duração total:                 | 01:00:22 |  |

| CD de relançamento |                                           |          |  |
| N.º                | Título                                    | Duração  |  |
| 7.                 | "The Sexuality of Bereavement"            | 14:01    |  |
| 8.                 | "Your River" (Live at Dynamo '95)         | 8:13     |  |
| 9.                 | "A Sea to Suffer In" (Live at Dynamo '95) | 6:21     |  |
| 10.                | "The Forever People" (Live at Dynamo '95) | 6:37     |  |
| Duração total:     | Duração total:                            | 01:27:30 |  |

## Créditos
- Aaron Stainthorpe - vocal, arte da capa e fotos
- Andrew Craighan - guitarra
- Calvin Robertshaw - guitarra
- Adrian Jackson - baixo
- Martin Powell - violino, teclado
- Rick Miah - bateria